# 白羊溪乡
白羊溪乡，是中华人民共和国湖南省湘西土家族苗族自治州泸溪县下辖的一个乡镇级行政单位。

## 行政区划
白羊溪乡下辖以下地区：
白羊溪村、茅坪村、周家寨村、马入田村、麻溪村、马王溪村、云上村和排口村。